# Onymocoris izzardi
Onymocoris izzardi är en insektsart som beskrevs av Drake och Slater 1957. Onymocoris izzardi ingår i släktet Onymocoris och familjen Thaumastocoridae. Inga underarter finns listade i Catalogue of Life.